# Inka (ital)
Az Inka (köznapi nevén inka kávé, lengyelül: kawa zbożowa Inka) a lengyelországi Grana által gyártott instant kávépótló. Eredetileg a kommunista időszakra jellemző kávéhiány miatt fejlesztették ki 1971-ben, de a rendszerváltás után is népszerű maradt.

## Eredete, története
Az olcsó, gabonából készült kávépótlók egyidősek az európai kávézás történetével. Lengyelországban már a 18. században is ismertek voltak, és 1818-ban Włocławeken megalapították az első gabonakávé-gyárat.
A hidegháború alatt a keleti blokk több országát a nélkülözés és élelmiszerhiány, ezek között az állandósult kávéhiány jellemezte, így változatos pótkávékat kezdtek forgalmazni. A legismertebb kávépótlók egyike a lengyel tudósok által kifejlesztett, Skawina városában 1971-től gyártott Inka volt, mely pörkölt rozsból, árpából, cikóriából, és cukorrépából készült. Az Inka számos országban, közöttük Magyarországon is közkedvelt volt.
A rendszerváltás után felélesztették a márkát és új változatait is kezdték gyártani. 1998-ban a német Kord Group (jelenleg Cafea Group) megvásárolta a gyárat és a márkát. 2006-ban az eladások értéke évi 20 millió złoty volt. A klasszikus változat gyártási folyamata és összetétele a kezdetektől máig változatlan maradt.

## Elkészítése, jellemzői
Egy pohár ital elkészítéséhez két teáskanál granulátumot adnak 200 ml forró (de nem lobogó) vízhez vagy tejhez. Bár külföldön több változata is elérhető, Magyarországon csak az Inka Klasszikust forgalmazzák. Koffeinmentes, nem okoz álmatlanságot, gyermekek is fogyaszthatják.